# بابکوویتسه
بابکوویتسه (به لهستانی:  Babkowice) یک روستا در لهستان است که در گمینا پنپووو واقع شده‌است.
 بابکوویتسه  ۳۰۰ نفر جمعیت دارد.